# Marc Raquil
Marc Raquil (ur. 2 kwietnia 1977 w Créteil) – francuski lekkoatleta, specjalizujący się w biegu na 400 metrów.

## Kariera sportowa
Profesjonalną karierę zakończył w 2008. Ponieważ w 2009 nie dopełnił obowiązku informowania agencji antydopingowej o miejscu swojego pobytu nałożono na niego karę rocznego zawieszenia (1 lutego 2011 – 31 stycznia 2012).

## Największe osiągnięcia
- brąz podczas Młodzieżowych Mistrzostw Europy w Lekkoatletyce (Göteborg 1999) w biegu na 400 metrów
- brązowy medal Halowych Mistrzostw Europy w 2000 w biegu na 400 m
- 4. miejsce podczas Igrzysk Olimpijskich (Sydney 2000) w sztafecie 4 x 400 m
- brązowy medal Mistrzostw Świata w 2003 w biegu na 400 m
- złoty medal Mistrzostw Świata w 2003 w sztafecie  4 x 400 m
- złoty medal Halowych Mistrzostw Europy w 2005 w sztafecie  4 x 400 m
- złoty medal Mistrzostw Europy w 2006 w biegu na 400 m
- złoty medal Mistrzostw Europy w 2006 w sztafecie  4 x 400 m
- 5 zwycięstw w Superlidze Pucharu Europy (bieg na 400 m: Brema 2001, Florencja 2003, Florencja 2005 i Málaga 2006, w 2006 Raquil biegł także we francuskiej sztafecie 4 x 400 metrów, która zajęła 1. miejsce).
- Podczas finałowego biegu w sztafecie 4 x 400 m na Mistrzostwach Świata w Lekkoatletyce (Paryż 2003) Leslie Djhone, Naman Keïta, Stéphane Diagana oraz Raquil ustanowili do dziś aktualny Rekord Francji (2:58,96).

## Rekordy życiowe
- Bieg na 200 m - 21,03 (2001)
- Bieg na 400 m - 44,79 (2003) były rekord Francji[3]
- Bieg na 800 m - 1:50,90 (2003)